# Anatoli Tsjoebajs
Anatoli Borisovitsj Tsjoebajs (Russisch: Анатолий Борисович Чубайс) (Barysaw (Wit-Russische SSR, Sovjet-Unie), 16 juni 1955) is een Russische politicus en de vroegere directeur van het staatsenergiebedrijf EES Rossii. Hij was de drijvende kracht achter de dramatisch slecht verlopen privatiseringen van de jaren 1990 en is in het verleden (met Boris Berezovski) genoemd als kandidaat voor de titel van 'meest gehate man van Rusland'.
Hij studeerde af aan het Instituut voor economie en techniek in Leningrad in 1977. In 1992 gaf hij als vicepremier onder het kabinet-Gaidar leiding aan het Comité voor Staatseigendommen dat de privatiseringen van staatsbedrijven voorbereidde.
Vanaf november 1994 tot januari 1996 was hij eerste vicepremier onder het kabinet-Tsjernomyrdin en belast met economische zaken en financiën.
Hij en Gajdar werden bekend als 'jonge hervormers' door hun kapitalistisch-liberale 'schoktherapie' voor de privatisering van de staatsbedrijven. Kleine bedrijven werden geveild en in 1992-1994 organiseerden zij de voucherprivatisering.  In 1995-1996 werkte Tsjoebajs mee aan het "Leningen voor aandelen"-programma, waardoor een kleine groep oligarchen er met de meest aantrekkelijke staatsbedrijven vandoor ging, voor prijzen ver onder de marktwaarde. Deze privatiseringen leverden hem veel vijanden op onder de Russische bevolking.
Bij de presidentiële verkiezingen van 1996 was hij campagneleider voor Jeltsin. Hij startte onder andere een lastercampagne tegen Aleksandr Lebed en haalde zich de toorn op de hals van de Russische bevolking door zijn overeenkomst met Russische oligarchen - de zeven bankiers - waarbij hij steekpenningen aannam van hen om zo de herverkiezing van Jeltsin veilig te stellen.
In 1997 was hij weer eerste vicepremier en minister van Financiën.
Tsjoebajs werd vanaf 1999 een van de leiders van de Unie van Rechtse Krachten (SPS), een conservatief-liberale partij. Deze partij had van 1999 tot 2003 29 zetels in de Doema (federaal parlement).
Van april 1998 tot 2008 was hij de directeur van het staatsenergiebedrijf EES Rossii.
Op Tsjoebajs zijn vijf aanslagen gepleegd, die hij allen heeft overleefd.